# 如宝
如宝（？—815年），又作安如宝，唐代西域僧人，律宗传人，为鉴真和尚子弟。

## 生平
如宝相传为西域安国人，二十余岁时随鉴真东渡日本，并在鉴真主持下授具足戒。此后他被派往下野药师寺担任戒师。鉴真圆寂前将唐招提寺托付于法载、义静、如宝等诸位弟子，而如宝后来也继法载、义静成为了唐招提寺的住持。现今唐招提寺的金堂、钟镂、经楼等都是在其主持下建造的。他于延历十六年（797年）任律师，大同元年（806年）出任少僧都。平安时代，他曾为桓武天皇及其后妃与皇太子授戒。弘仁六年（815年）正月，如宝在唐招提寺圆寂，享寿八十有余。其日本弟子丰安继其之后任唐招提寺住持。 